# Josef Vinecký
Josef Vinecký (20. února 1882 Zámostí – 1. června 1949 Praha) byl český avantgardní sochař, keramik, designér a vysokoškolský pedagog.

## Životopis

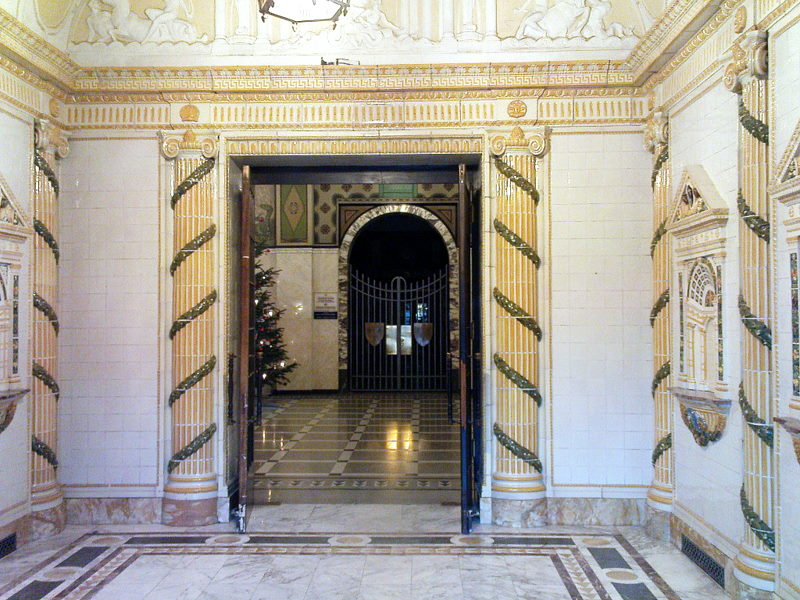
Foyer Císařských lázní ve Wiesbadenu, obklady majolika a kámen, 1911-1912

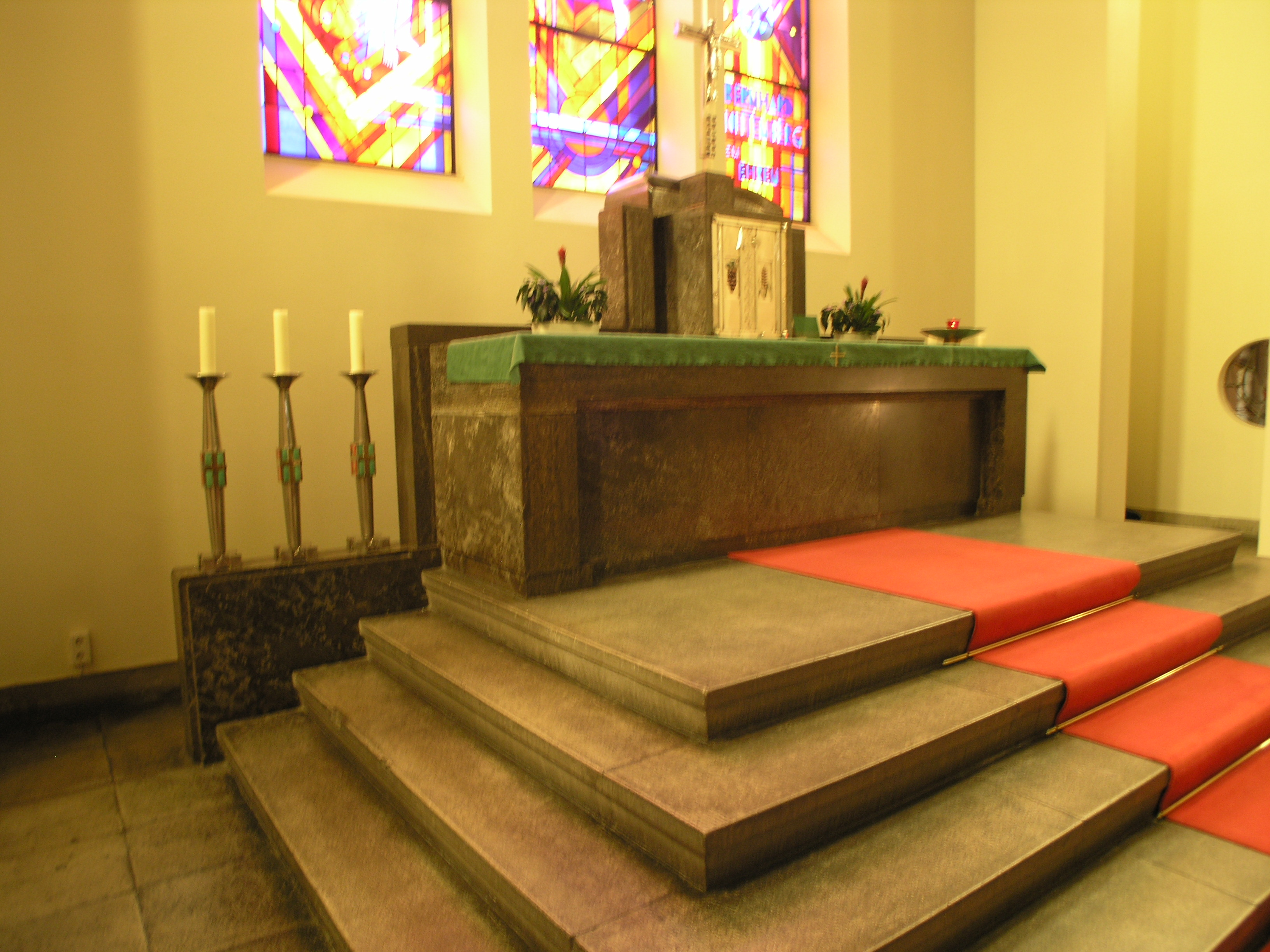
Hlavní oltář kostela Panny Marie, Berlín-Karlshorst, 1925

Vztah k řemeslům získával od dětství v dílně svého otce, kolářského mistra.
Vyučil se v dílně Josefa Maudra v Praze-Tróji sochařem-kameníkem a v roce 1902 odešel do uměleckoprůmyslové školy ve Výmaru, kde studoval u Henryho van de Velde, a pracoval osm let, vedl keramickou dílnu. Pracoval také v Antverpách pro Constantina Meuniera. V intencích svého školení začínal v historizujícím stylu s d na nejvyšší technické úrovni řemesel. Seznámil se s výtvarným prostředím Bauhausu v Dessau, ale ve své tvorbě je nereflektoval.
Po první světové válce v roce 1918 se usadil ve Wiesbadenu a spřátelil se s avantgardními výtvarníky skupiny Die blaue Vier ( Lyonel Feininger, Alexej von Jawlensky, Wassily Kandinsky a Paul Klee), zejména s Alexejem Jawlenským. Jeho prostřednictvím již osobně poznal okruh výtvarníků Bauhausu. V té době procházela jeho tvorba vývojem od postkubismu k expresionismu. Dospěl k funkcionalismu.
Když jeho manželka, bytová architektka Li Thon-Vinecká získala zaměstnání na Akademii výtvarných umění a uměleckých řemesel ve Vratislavi, přesídlil tam také a o dva roky později se stal pedagogem, vyučoval nauku o materiálu a vedl uměleckořemeslné dílny. Navrhoval funkcionalistický design s využitím kamene, dřeva a dalších materiálů, například nábytek. Vlastní tvorbu pak orientoval na průmyslový design, zejména nábytek, v němž zprvu využíval ohýbané kovové trubky a dřevěnou dýhu, později experimentoval se syntetickými hmotami (plexisklo, polyester, trolon). Jeho tvorba tam vyvrcholila na výstavě německého sdružení Werkbund WUWA v roce 1929. Po nástupu Adolfa Hitlera k moci byl jako zvrhlý umělec propuštěn ze státních služeb a do roku 1936 zůstal na volné noze v Berlíně. Pak se vrátil do Československa, kde jeho tvorbu již dříve propagoval Karel Herain. V letech 1936-1937 pracoval v Praze. Roku 1937 byl Vinecký jmenován profesorem Vysoké školy uměleckých řemesel v Bratislavě. V letech 1945-1949 vyučoval v Ústavu výtvarné výchovy v Olomouci. Kromě toho navrhoval keramiku (nádobí, vázy), ale také zlatnické práce.
Je pohřben na hřbitově v Rožďalovicích.

## Dílo (výběr)
- Interiér městských lázní  Kaiser Friedrich Therme  ve Wiesbadenu, obklady majolika a mramor, 1911-1912
- Architektonická úprava zahrady s kamennými obklady ve Wiesbadenu, 1922
- Stojící socha, kámen, keramika, kov a sklo, 1923–1824
- Hlava, dvě verze, kov, patinovaná sádra, 1923
- Oltář, svatostánek a křtitelnice v Marienkirche v Berlíně–Karlshorstu, 1925, mramor, kov (poničeny při bombardování v roce 1945, menza obnovena 1985)
- Nábytek pro vlastní pracovnu na Akademii výtvarných umění a uměleckých řemesel ve Vratislavi, 1928–1929
- Oltář, svatostánek a křtitelnice v chrámu Panny Marie Matky hor v Bozkově, 1940
- Památník padlým vojákům v první a druhé světové válce v parku u kostela v Bozkově, 1945
- Monstrance a kalich